# Turbo Basic
Turbo Basic è un compilatore e un dialetto BASIC ideato da Robert Zale e acquisito successivamente dalla Borland. Quando Borland decise di non pubblicare né supportare più tale linguaggio, Zale si riprese la sua creazione, la rinominò in PowerBASIC e fondò la PowerBASIC Inc, la quale continuò lo sviluppo del software.

## Descrizione
Il prodotto nasce negli anni 1987-1988 e come caratteristica possiede il "Borland Black Screen", ovverosia l'interfaccia testuale basata sul colore nero, simile al Turbo Pascal 4.0, Turbo C 1.0/1.5 e Turbo Prolog 1.1. Borland adottò la sua più famosa interfaccia testuale blu a partire dal 1989 con il Turbo C 2.0 e il Turbo C++ 1.1. Dalla loro nascita Turbo Basic e Turbo Prolog non vendettero molte copie.
Diversamente da molti degli interpreti BASIC usciti nel periodo, Turbo Basic era un compilatore completo, che genera codice nativo per l'MS-DOS, grazie anche alle sue numerose librerie in dotazione. L'ambiente di sviluppo permette anche l'esecuzione passo-passo del codice digitato, in modo da agevolare la fase di debug del software prodotto. Il file EXE ottenuto è un eseguibile completo e non ha necessità di nessuna libreria aggiuntiva per funzionare su altri computer; il compilatore Turbo Basic consente di generare programmi non soggetti all'interruzione da parte dell'utente con CTRL-C/CTRL-BREAK.

## Esempio di codice
L'esempio seguente mostra un codice sorgente realizzato secondo lo standard basic simile all'ALGOL, supportato dal Turbo Basic:

L'esempio digitato in Turbo Basic 1.1.

```
 
INPUT
 
"What is your name:"
,
 
A$

 
PRINT
 
"Hello "
;
 
A$

 
DO

   
S$
 
=
 
""

   
INPUT
 
"How many stars do you want to print"
;
 
S

   
FOR
 
I
 
=
 
1
 
TO
 
S

     
S$
 
=
 
S$
 
+
 
"*"

   
NEXT
 
I

   
PRINT
 
S$

   
DO
 

     
INPUT
 
"Do you want to print more stars"
;
 
Q$

   
LOOP
 
WHILE
 
LEN
(
Q$
)
 
=
 
0

   
Q$
 
=
 
LEFT$
 
(
Q$
,
 
1
)

 
LOOP
 
WHILE
 
(
Q$
 
=
 
"Y"
)
 
OR
 
(
Q$
 
=
 
"y"
)

 
PRINT
 
"Goodbye "
;
 
A$

```